# Dario Acquaroli
Dario Acquaroli (San Giovanni Bianco, 10 marzo 1975 – Camerata Cornello, 9 aprile 2023) è stato un mountain biker e ciclocrossista italiano.

## Biografia
Tra cross country e mountain bike vinse due titoli europei (1992, 1993) e due mondiali (1993, 1996), più cinque titoli italiani. Morì in seguito a un improvviso malore il giorno di Pasqua del 2023, che lo colse mentre si trovava in sella alla sua bicicletta.